# Rtiče
Rtiče so naselje v Občini Zagorje ob Savi.